# Max Ernst
Max Ernst (Brühl, 2 aprile 1891 – Parigi, 1º aprile 1976) è stato un pittore e scultore tedesco naturalizzato francese.
Viene considerato uno dei maggiori esponenti del surrealismo, pioniere della tecnica pittorica del grattage e del frottage.

## Biografia
Max Ernst nasce a Brühl, vicino a Colonia dall'insegnante per sordomuti Philipp Ernst, che ritrasse il piccolo Max come Gesù bambino all'età di cinque anni, e da Louise Kopp. Nel 1909 si iscrive all'Università di Bonn per studiare filosofia, frequentando anche dei corsi rivolti alla psicologia e all'arte degli alienati, ma abbandona presto questo indirizzo per dedicarsi al mondo dell'arte. Nel 1912 fonda, assieme ad August Macke il gruppo "Das Junge Rheinland", esponendo per la prima volta a Colonia alcune sue opere alla Galerie Feldman. Questa città, due anni dopo, gli farà conoscere Hans Arp, con il quale stringerà un'amicizia che durerà tutta la vita.
Nell'agosto dell'anno seguente si reca per la prima volta a Parigi. Partecipa alla prima guerra mondiale. Nonostante il servizio militare, Ernst riesce a dedicarsi alla pittura, esponendo alla galleria "Der Sturm" che lo indurrà a pubblicare un articolo Sull'evoluzione del colore. Ritornato a Colonia nel 1918 sposa Luise Strauss. La scoperta della pittura di Giorgio de Chirico lo spinge a realizzare un album di litografie (Fiat Modes Pereat Art); nello stesso anno fonda con Johannes Theodor Baargeld il gruppo dada W/3 West Stupidia; i due artisti pubblicano la rivista Der Ventilator e il Bullettin D e organizzano la prima mostra Dada a Colonia.
Nel suo secondo viaggio a Parigi nel 1920, ha modo di farsi apprezzare dai critici della capitale, riuscendo ad esporre alcune sue creazioni presso la "Galerie Au Sans Pareil". La prima esposizione avvenne nell'anno 1921 presso la Galerie Au Sans Pareil di Parigi. Importante è il suo incontro con alcuni esponenti del surrealismo, come André Breton e Paul Éluard; dalla sua collaborazione con quest'ultimo nascono due volumi, Les malheurs des immortels e Répétition (1922). È il periodo in cui, forse ispirato da un suggestivo viaggio in Oriente, elabora una nuova tecnica pittorica, il frottage, con il quale realizza un ciclo di immagini pubblicate nel volume Histoire naturelle (1926). Nel 1929 pubblica il primo dei suoi romanzi-collage, La Femme 100 têtes, e l'anno dopo collabora con Salvador Dalí e Luis Buñuel al film L'âge d'or. Nel 1930 realizzò Reve d'une petite fille qui voulut entrer au Carmel, mentre nel 1934 fu la volta di Une semaine de bonté ("Una settimana di bontà"). Le tavole di questi romanzi-collages erano realizzate con collages di immagini ricavate da opere scientifiche, enciclopedie mediche, cataloghi o racconti illustrati. Il montaggio dei collages era volutamente dissimulato, per regalare all'opera un'apparenza di unità, particolarmente evidente nella versione tipografica. I contrasti con Breton inducono Ernst ad abbandonare il gruppo surrealista nel 1938 e a trasferirsi, assieme alla pittrice Leonora Carrington, nei pressi di Avignone.
Nel 1940, la Francia è occupata dai nazisti e viene divisa in due. Max Ernst si trova a vivere nello stato fascista di Philippe Pétain.
Dopo la guerra si imbarca per gli Stati Uniti e lì collabora alla rivista surrealista VVV, dove rimane fino al 1953. Durante questo periodo, trascorso in Arizona, Ernst lavora instancabilmente, sperimentando nuove forme espressive, come il dripping, e realizzando importanti sculture tra le quali, per esempio, Il re che gioca con la regina (1944). Negli Stati Uniti si sposa per ben due volte: la prima con Peggy Guggenheim, nel 1941, la seconda con Dorothea Tanning. Dopo essere rientrato in Europa, vince il primo premio alla Biennale di Venezia nel 1954. Muore a Parigi il primo aprile del 1976.

## Tecniche pittoriche
Max Ernst ha inventato e utilizzato varie tecniche semiautomatiche per creare strutture che hanno acceso la sua immaginazione.
Tecniche auto inventate:
Frottage - Un foglio di carta viene posizionato su una superficie strutturata. La struttura viene strofinata sulla carta con una matita. – Esempio: Histoire naturelle (iniziata dal 1925). Frottage è un equivalente pittorico della scrittura surrealista, chiamata scrittura automatica.
Grattage - Almeno due strati di vernice vengono applicati su una tela. Gli strati superiori vengono poi raschiati, magari dopo aver appoggiato la superficie pittorica su un rilievo per ottenere risultati più creativi e materici. - Esempi: Bird Wedding (1925), Bone Flowers (1929), The Whole City (1935/36)
Oscillazione - Una lattina viene perforata con un foro, appesa a un filo sopra la tela che giace sul pavimento e riempita di vernice. Quando la lattina vibra, la vernice gocciola fuori dal foro in percorsi circolari sulla tela. Notoriamente tecnica precorritrice il dripping di Pollock – Esempi: Il pianeta confuso (1942), Giovane disturbato dal volo di una mosca non euclidea (1942 e 1947)
Altre tecniche utilizzate:
Collage - Il materiale dell'immagine viene raccolto e/o ritagliato e riassemblato su un altro supporto per immagini. – Esempi: Collage dadaista: Il cappello fa l'uomo (1920), Collage surrealista: LopLop introduce LopLop (1930), romanzi collage da incisioni su legno: La femme 100 têtes (1929), Une semaine de bonté (1934)
Decalcomania- Riscoperta da Óscar Domínguez nel 1935. La vernice liquida sottile viene spostata sulla tela con l'aiuto di un foglio di carta o di una lastra di vetro. Questo crea strutture che ricordano il corallo o il muschio. – Esempi: Marlene (1940/41), L'abito della sposa (1940), L'Europa dopo la pioggia II (1940–1942), L'antipapa (1941/42), La tentazione di sant'Antonio (1945)

## Opere
- Aquis sommerso, 1919

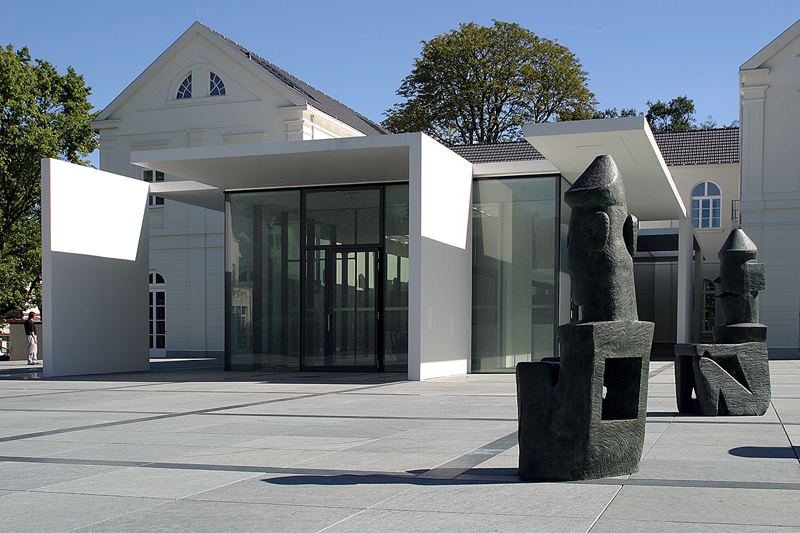
Il museo di Brühl, dedicato a Ernst

- Piccola macchina costruita da minimax dadamax in persona, 1919-20
- Un peu malade de cheval, 1920, collage con grafite, acquerello e tempera su carta applicata su cartoncino, Torino, Galleria civica d'arte moderna e contemporanea
- L'éléphant Célèbes, 1921
- Le Pleiadi, 1921, collage, pittura ad olio e frottage, collezione privata
- Oedipus Rex, 1922
- Ubu imperator, 1923
- Histoire naturelle, 1925, frottage
- Storia naturale, 1925
- La Vergine picchia Gesù davanti a tre testimoni, 1926
- Foresta e colomba, 1927
- Il bacio con la lingua, 1927
- La grande foresta, 1927
- Rêveries surréalistes, 1927, frottage
- Visione provocata dall'aspetto notturno della Porta Saint-Denis, 1927
- La femme 100 têtes, 1929, romanzo-collage
- Rêve d'une petite fille qui voulut entrer au Carmel, 1930, romanzo-collage
- Il postino Cheval, 1932, collage di carta e stoffa con matita, inchiostro e guazzo su carta, Venezia, Collezione Peggy Guggenheim
- Foresta imbalsamata, 1933
- Une semaine de bonté, 1934, romanzo-collage
- Angelo della palude, 1940
- Divinité, 1940, olio su cartone telato, Pedrignano, Collezione Barilla di Arte Moderna
- La vestizione della sposa, 1940, olio su tela, Venezia, Collezione Peggy Guggenheim, 129,6×96,3 cm
- L'Europa dopo la pioggia II, 1940-42
- Napoleone nel deserto, 1941
- L'antipapa, 1941-42
- Il re che gioca con la regina, 1944
- Capricorne, 1948, bronzo, Parigi, Centro Georges Pompidou
- Animaux dans la foret, 1954, Firenze, Collezione Roberto Casamonti
- Femme, maison, moineau, 1965, Firenze, Collezione Roberto Casamonti
- Immortel, 1966
- Piccola tartaruga su base rotonda II, 1967-75, Stellenbosch,  Rupert Museum
- Tutto in uno piú uno, 1971, acquaforte, StellenBosch, Rupert Museum
- Compendio di Storia Universale, Roma, Galleria nazionale d'arte moderna e contemporanea
- Coppia zoomorfica, Venezia, Peggy Guggenheim Collection
- Giardino acchiappa aeroplani, Venezia, Peggy Guggenheim Collection
- Giovane donna a forma di fiore, Venezia, Peggy Guggenheim Collection
- Il bacio, Venezia, Peggy Guggenheim Collection
- L'antipapa, Venezia, Peggy Guggenheim Collection
- La città intera, Venezia, Peggy Guggenheim Collection
- La foresta, Venezia, Peggy Guggenheim Collection
- Mare, sole, terremoto, Venezia, Peggy Guggenheim Collection
- Per le strade di Atene, Venezia, Peggy Guggenheim Collection
- Piccola macchia, Venezia, Peggy Guggenheim Collection

## Documentari e cortometraggi
- cortometraggio Journée naturelle di Alain Resnais (1947)
- cortometraggio Max Ernst - Entdeckungsfahrten ins Unbewußte di Carl Lamb e Peter Schamoni (1963)
- documentario Max Ernst - Ein Selbstportrait di Hannes Reinhardt (1967)
- cortometraggio Wieviel Farben hat die Hand - Ein Film mit und über Max Ernst di Peter Schamoni (1971)
- documentario Max Ernst: Mein Vagabundieren – Meine Unruhe di Peter Schamoni (1991)